# Valdeprado
Valdeprado ist eine Gemeinde (municipio) mit 8 Einwohnern (Stand: 2024) im Nordosten der spanischen Provinz Soria in der Autonomen Gemeinschaft Kastilien-León. Neben dem Hauptort Valdeprado gehört der Weiler Castillejo de San Pedro zur Gemeinde. 

## Lage und Klima
Valdeprado liegt in der Sierra de Alba im Nordosten der Provinz Soria in einer Höhe von ca. 845 m. Die Entfernung zur südwestlich gelegenen Provinzhauptstadt Soria beträgt ca. 35 km (Fahrtstrecke). Das Klima ist gemäßigt; Regen (ca. 605 mm/Jahr) fällt überwiegend im Winterhalbjahr.

## Bevölkerungsentwicklung
| Jahr      | 1970 | 1981 | 1991 | 2001 | 2011 | 2021 |
| Einwohner | 159  | 54   | 24   | 20   | 18   | 6    |

Die zunehmende Mechanisierung der Landwirtschaft sowie die Aufgabe von bäuerlichen Kleinbetrieben und der daraus resultierende Verlust an Arbeitsplätzen haben in hohem Maße zu dem deutlichen Bevölkerungsrückgang seit der Mitte des 20. Jahrhunderts beigetragen.

## Sehenswürdigkeiten

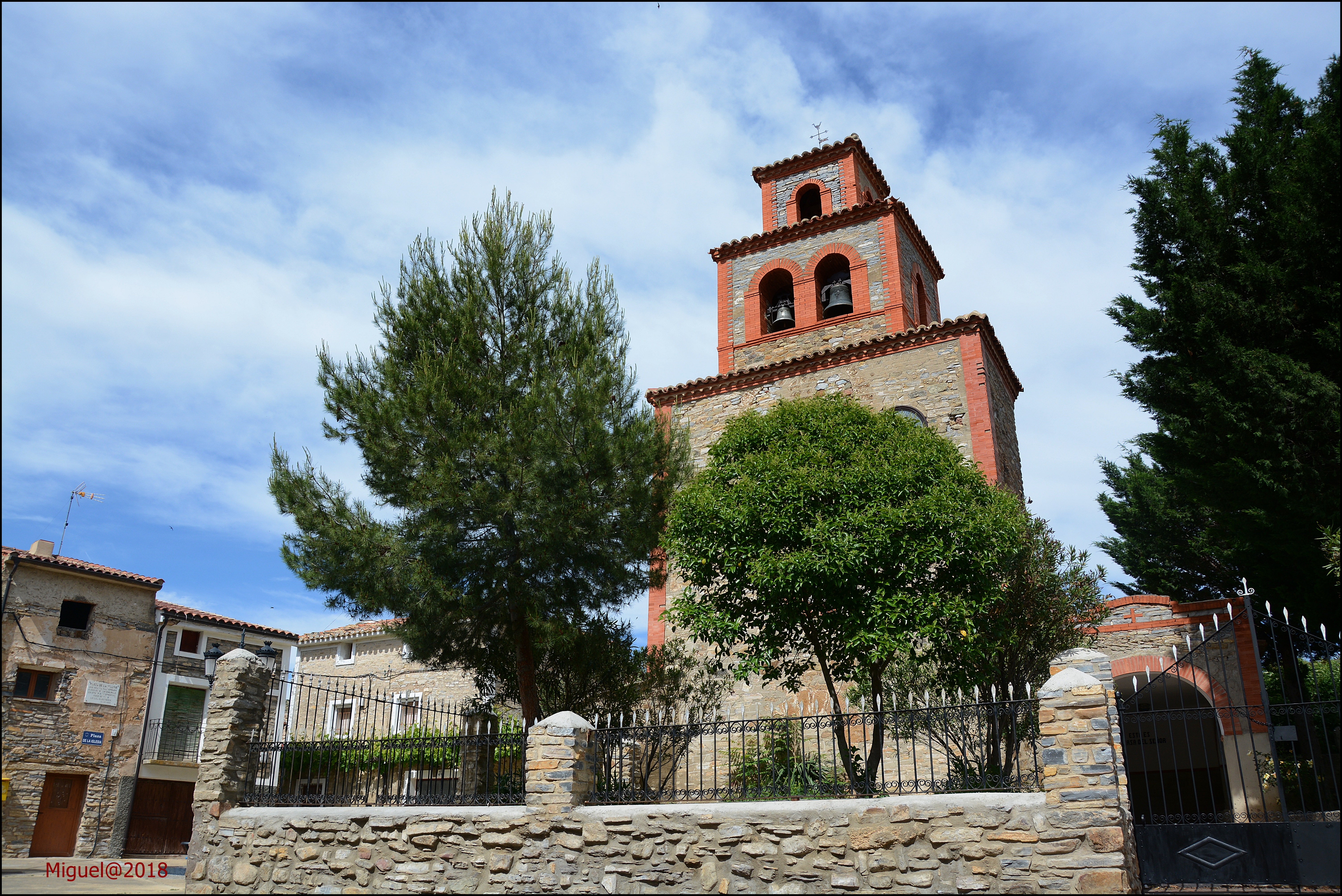
Peterskirche

- Peterskirche